# 서맨사 와인스틴
서맨사 와인스틴(영어: Samantha Weinstein, 1995년 3월 20일 ~ 2023년 5월 14일)은 캐나다의 영화배우이다. 토론토 출신으로 2013년 영화 《캐리》에 헤더 역으로 출연했다.
향년 28세의 나이에 난소암으로 사망하였다.

## 출연 작품

### 영화
- The Winning Season (2004)
- Big Girl (2005) - 단편
- Swarmed (2005)
- Ninth Street Chronicles (2006) - 단편
- 스톤 엔젤 (2007, The Stone Angel)
- 록커 (2008) - 바이얼릿 역
- Toronto Stories (2008) - 케일 역
- 지저스 헨리 크리스트 (2011, Jesus Henry Christ) - 오드리 오하라 역
- 캐리 (2013) - 헤더 역
- 악령 (2013년) - 프랜시스 역